# スクラップブック

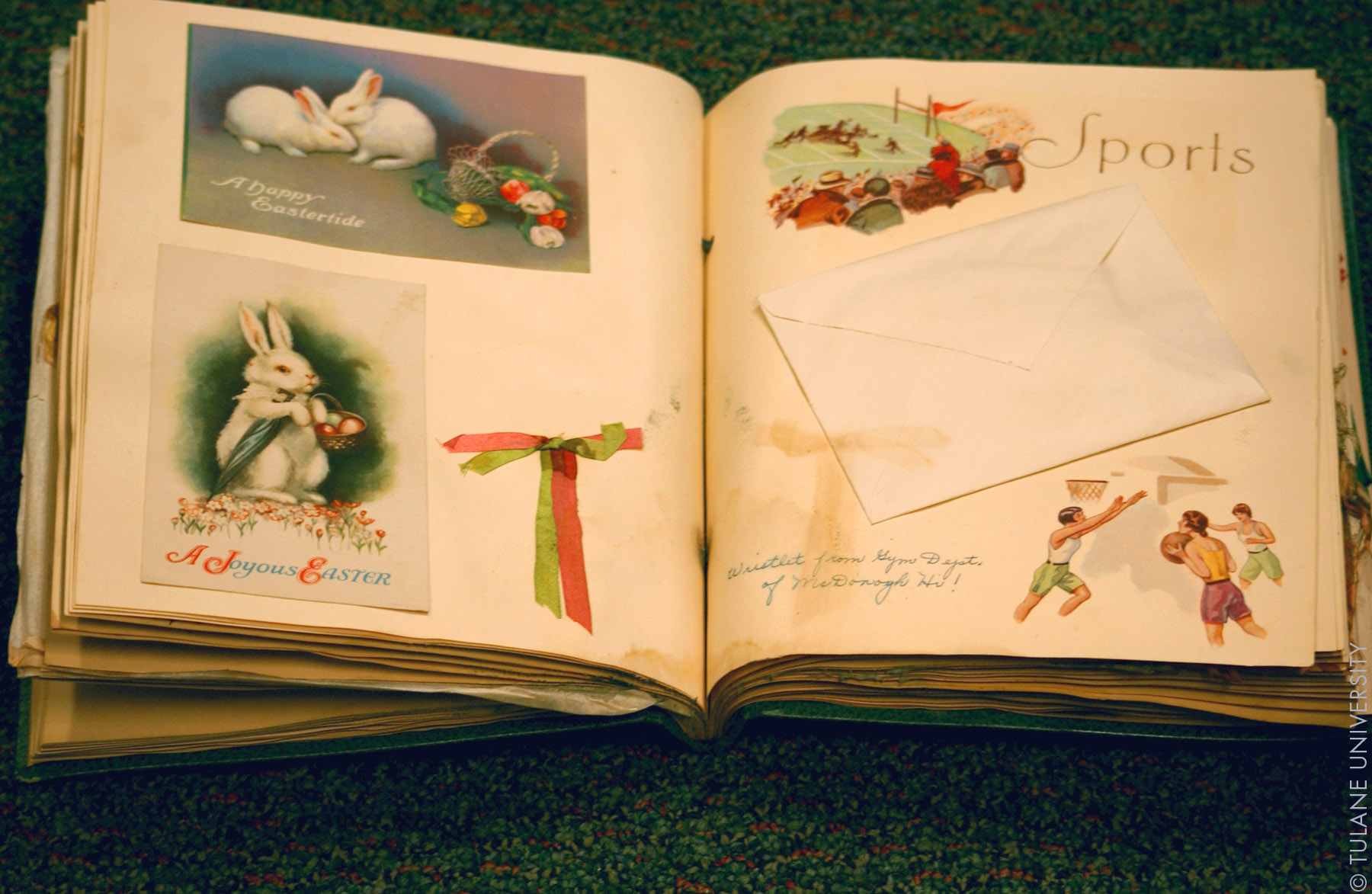
ヴィンテージもののスクラップブック

スクラップブック（英：scrapbook）は、新聞・雑誌記事などを切り抜いて貼り付けるための帳面。切り抜き帳、貼り交ぜ帳、貼り込み帳などともいう。記事の保存ばかりでなく、写真やメモなどともに個人の思い出となるものをアルバムのように保存したり、芸術家が資料とするために作成したりと様々な用途で用いられる。日本で事務用品として販売されているものはA4版が一般的な大きさで、台紙には主にクラフト紙が使われる。より大型のものや、ページの抜き差しができるようにしたものもある。

## 歴史

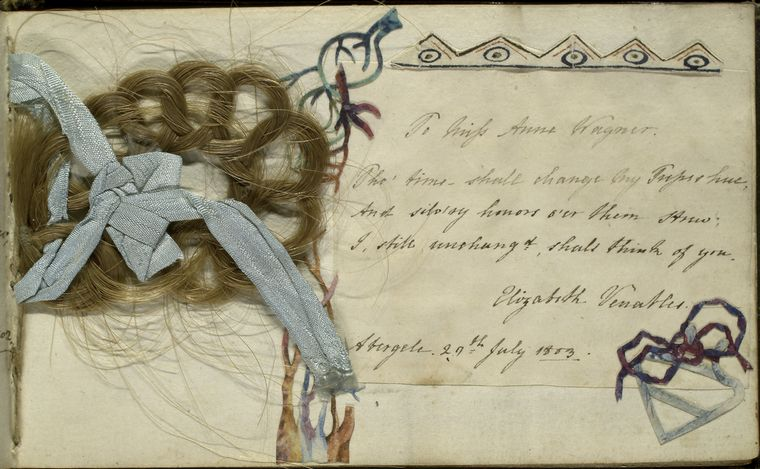
18-19世紀のイギリス人女性Anne Wagnerの友誼帳の1ページ（1803年）。姪の書き付けが装飾とともに貼られている。

スクラップブックが広く必要とされるようになるのは新聞・雑誌が普及する19世紀以降であるが、帳面にものを貼り付けて保存することはそれ以前にも見られる習慣であった。15世紀のイギリスでは、個々人の興味に従って料理のレシピや手紙、引用句や詩などを備忘録（commonplace book）に保存するといったことが行われた。16世紀になると、友人や集会の主人などに対して、求めに応じて名前や句、イラストなどを（ちょうど現代の卒業アルバムのように）記してもらう友誼帳（Friendship album）を作る習慣が普及した。この友誼帳はしばしばヨーロッパ旅行の思い出を記録するために作られており、そこには紋章や地方の芸術家の作品などが含まれていた。1570年以降は、ヴェネチアの景色やカーニヴァルの衣装といったものを描いたアルバム用の版画が売られるようになった。
1775年に出版されたジェイムズ・グレンジャー（James Granger）によるイギリス史の本には、巻末に個人の思い出を綴るための空白のページが設けられており、本に自分で新たな版画を貼ったり、挿絵を書き加えたり、あるいは新たな素材を付け加えたうえで製本しなおしたりすることが「extra-illustrating」または「grangerizing」と呼ばれ知られるようになった。またアメリカ独立宣言の起草者トーマス・ジェファーソンは、大統領を退いたのち、英語、仏語、ギリシャ語、ラテン語に訳された聖書からそれぞれキリストの生涯に関わる部分を切り取ってスクラップブック風に貼り付けたものを私的に作っている。

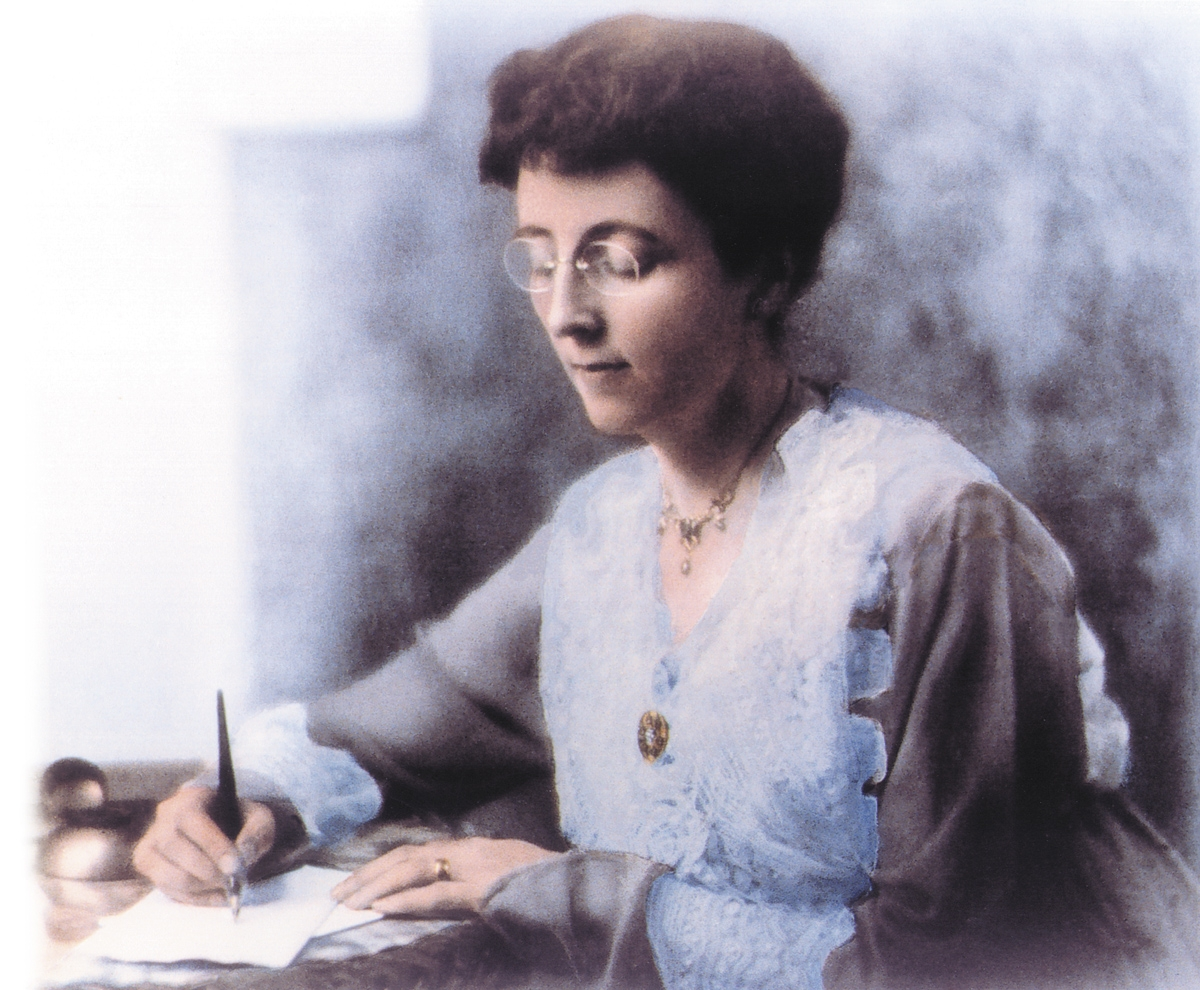
作家L・M・モンゴメリは、雑誌の切り抜きなどを使用し色鮮やかなスクラップブックを作った。

19世紀になると写真が普及し、ヴィクトリア朝イギリスでは家族写真のアルバムが作られたが、人によってはそうしたアルバムのページを雑誌の切り抜きや記念品などを使って飾ることがあった。「スクラップ」はもともと台紙に貼っていない写真のことで、「スクラップブック」はそのような写真を収めたアルバムとして知られるようになったものである。
英語圏では19世紀後半から20世紀はじめにかけて、女性たちの間でスクラップブック作りが流行した。そうした女性たちの一人に、『赤毛のアン』の作者として知られる作家L・M・モンゴメリがいる。モンゴメリは自分が寄稿した作品や自作への書評を切り貼りしたものと、写真や記念品を貼ったより個人的なものと2種類のスクラップブックを作っており、6冊存在する後者には絵葉書や雑誌の絵、布の端切れや押し花、猫やリスの毛といった様々なものが素材にされている。当時はまた「クロモ」（彩色石版画の「クロモリトグラフィー」から）と呼ばれる、スクラップブック向けに作られた絵も売られていた。
スクラップブックを愛好した作家には他に『トム・ソーヤーの冒険』などで知られるマーク・トウェインがいる。彼は生涯にわたって、スクラップブックを作り続けたが、あるとき写真や新聞記事に糊を付ける作業に面倒を感じたことから、最初からページにゴム糊がついていて、水に濡らすだけで素材を貼り付けることができるスクラップブックを開発し、1873年に特許を取った。このスクラップブックは友人のダン・スロートが製造・販売し、1877年には2万5000冊を売り上げている。これは発明好きのマーク・トウェインが考案したもののなかで、彼に利益をもたらした唯一の発明であった。
日本では幕末の文人大槻磐渓が、1836年からの25年ほどの間に『塵積成山』ないし『積塵成山』と題した12冊（現存は11冊）のスクラップブックを作っている。1冊50ページほどの分量で、手紙、広告、図面、漢詩や和歌など多方面の資料を含むものである。また明治の文豪森鷗外は、新聞から自作の小説を切り取って良質の和紙に貼り、これを二つ折にして和本風に綴じ保存していた。

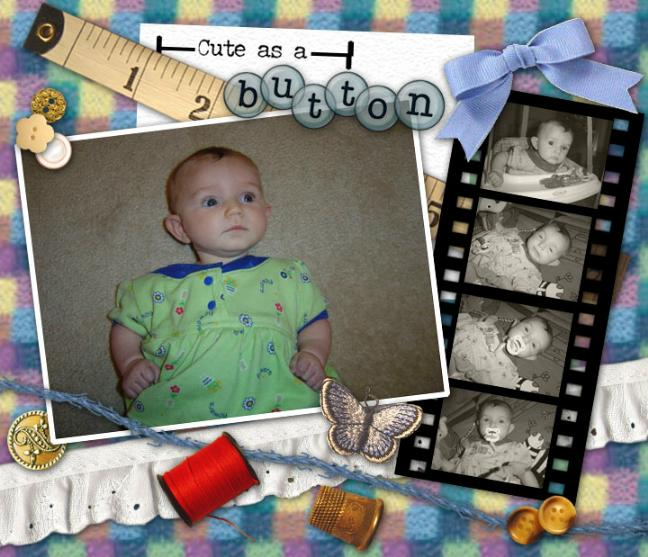
パソコンで作られたデジタル・スクラップブッキングの作例。

アメリカ合衆国では1980年代に、スクラップブック作りの趣味が新たな形で普及した。きっかけはロンダ・アンダーソンとシェリル・ライトルが設立した会社クリエイティブ・メモリーズである。これは家族写真を様々な素材で飾るためのアルバムをそのノウハウとともに提供する会社で、この事業が大きな成功を収めたことから、以後数千におよぶ同種の会社が次々と設立され巨大市場に発展していった。これは日本でも「スクラップブッキング」というアメリカ生まれのクラフト（手芸）の一種として紹介され、現在も各種のハウツー本や専用の道具が売り出されている。

## 情報整理術・知的活用術として
現代では新聞記事はインターネットで検索できるようになっているが、あえて紙の新聞を用いスクラップを作ることによる知的効用を説くものもいる。『週刊こどもニュース』などで知られるジャーナリストの池上彰は、紙の新聞でスクラップを作っているとときに目的の記事の横に思いもよらないような記事を発見でき、そうした関係のない記事同士が結びついて思いがけない発想が生まれること、また特にジャンルを決めずに切り抜いていく場合には、溜まったスクラップを眺めることでしばしば自分でも知らなかった自分自身の思考や興味・関心に気づくことがあるということを説いている。

新聞スクラップの例（アメリカ合衆国、1957年）

『声に出して読みたい日本語』などの著書で知られる教育学者の齋藤孝は、子供・学生の日本語能力を高めるという観点からスクラップブック作りを利用したトレーニングを勧めており、やはり紙の新聞のスクラップをつくることは関心領域を広げることにもつながると説いている。齋藤の勧めるトレーニングの方法は、好きな記事を切り抜いてスクラップブックの左ページに貼り、右ページに記事の要点と自分のコメントをまとめた上で、それをもとに30秒間のプレゼンテーションをするというものである。
一方でスクラップブックには、一度記事を貼ると剥せないために分類のし直しが困難であることや、かさばりやすいため量が増えるとどこになにがあるのかわからなくなりがちであるといった整理上の欠点もある。社会人類学者の梅棹忠夫は『知的生産の技術』（1969年）のなかで、こうした欠点に気づいたために一度はじめたスクラップブックをすぐにやめてしまった自身の経験に触れながら、市販のスクラップブックについて次のように述べている「ひょっとしたら、あれは永遠に初心者むきの材料としてうれているのかもしれない。だれでも、一、二冊ほどつくってみて、これはだめだと気がついて、やめてしまうのではないだろうか」。続いて梅棹はその後に思いついた記事の整理方法として、A4のハトロン紙の台紙の片面に、大きさに関わらず記事を一つだけ貼るようにしたうえで、それを項目別にオープンファイルに入れてまとめるという方法を紹介している。前述の池上彰は、はじめはスクラップブックを使用していたものの、やはり分類のし直しができない不便に気づいてルーズリーフを使うようになり、のちにはそれを綴じずにクリップやクリアファイルを使ってまとめるようになったという。
他方で三國一朗は、スクラップブックを主題にしたエッセイ集『鋏と糊』の中で、梅棹が述べるようなスクラップブックの欠点を認めながらも、スクラップブックには台紙方式にはない、「自分の主観や個性を投影させる」独特の喜びがあると述べている。また三國は「なにがどこにあるのかわからなくなる」ことへの対策として、ノートに簡単な索引を作ることを勧めている。
郷土史の記録のためにスクラップブックを作成する図書館もある。例えば京丹後市立峰山図書館は1952年（昭和27年）の開館以来継続してスクラップブックを作成し続け、郡山市中央図書館では1990年（平成2年）頃より毎朝50テーマに分けて新聞記事を収集・分類している。
なおネット上の記事や情報などに対しても、これらをクリップしスクラップブック風に保存するプログラムがある。Mac OS（Mac OS 9以前）に付属していたデスクアクセサリ「スクラップブック」、ウェブブラウザfirefoxの拡張機能「ScrapBook」、Windows向けの「紙copi」などである。

## コレクションとして
好きな人や物の記事を雑誌や新聞から切り抜いてコレクションする事にも用いられる。
(例)
- 音楽雑誌やアイドル雑誌や新聞からから好きなミュージシャンやアイドルの記事
- 漫画雑誌や週刊紙から好きなグラビアアイドルのグラビア
- アニメ雑誌や声優雑誌から好きなアニメ作品や声優の記事等

また、好きな車、バイク、鉄道車両、アニメキャラクター、ミュージシャンやアイドルの写真だけを切り抜いてコレクションするのにも用いられる。